# Полянки (Темниковский район)
Полянки — село в Жегаловском сельском поселении Темниковского района Республики Мордовия Российской Федерации.

## География
Село Жегалово расположено на речке Шавец, в 26 км от районного центра и 84 км от железнодорожной станции Торбеево.
Недалеко от Полянок — Пургасовское городище.

## История
В «Списке населённых мест Пензенской губернии» (1869 г.) Полянки (Пурдошанский Выселок) — село казённое из 61 двора (384 чел.) Краснослободского уезда; имелась церковь. По данным 1914 г., в Полянках было 118 дворов; в 1931 г. — 169 дворов (870 чел.)
В 1930-х гг. был создан колхоз им. Куйбышева, с 1956 г. — им. Хрущёва, в начале 1970-х гг. — бригада в составе колхоза, с 1997 г. — СХПК «Заря» (центр в с. Жегалове).

## Население
Население 80 чел. (2001), в основном русские.
| 2002 | 2010 |
| ---- | ---- |
| 71   | ↘39  |